# Ascaridoidea
Ascaridoidea je nadčeleď hlístic, jejíž zástupci parazitují u všech tříd obratlovců. Dospělé hlístice této nadčeledi se obvykle lokalizují ve střevě nebo žaludku definitivního hostitele a jsou buďto primárně heteroxenní nebo sekundárně monoxenní se stádii, jež migrují tkáněmi hostitele. K šíření v prostředí a přenosu na dalšího hostitele velmi často využívají paratenického hostitele. U některých druhů je transplacentární přenos (Toxocara canis) nebo laktogenní přenos (T. cati, T. vitulorum). Ústní dutina těchto hlístic je lemována třemi pysky, živí se tráveninou hostitele.

## Nejvýznamnější zástupci u jednotlivých čeledí
- Anisakidae:
  - Anisakis simplex
- Ascarididae:
  - Ascaris lumbricoides, Ascaris suum
- Heterocheilidae:
  - Heterocheilus tunicatus
- Quimperiidae:
  - Quimperia sp. LV32
- Raphidascarididae:
  - Goezia pelagia
- Toxocaridae:
  - Toxocara canis, Toxocara cati, Toxocara vitulorum